# Les Voraces (film, 1973)
Pour les articles homonymes, voir Les Voraces.
Pour plus de détails, voir Fiche technique et Distribution.
Les Voraces (titre italien : Così bello, così corrotto, così conteso!) est un film franco-italien de Sergio Gobbi réalisé en 1972 et sorti en 1973.

## Synopsis
Sur la Côte d'Azur, un homme riche gagne une grosse somme d'argent en jouant au casino. Il est agressé et assommé lorsqu'il sort de l'établissement, on lui vole son magot. Quelques jours après, le jeune croupier qui lui a remis ses gains est victime d'un accident de moto en évitant une auto. L'enquête met en relation les deux hommes, mais la femme du millionnaire s'éprend du jeune et beau croupier. L'intrigue démarre...

## Fiche technique
- Titre : Les Voraces
- Titre italien : Così bello, così corrotto, così conteso!
- Réalisation : Sergio Gobbi
- Scénario : Sergio Gobbi, Lucio Maria Attinelli et Vahé Katcha d'après son roman
- Photographie : Daniel Diot
- Musique : Jean-Pierre Bourtayre
- Décors : Daniel Guéret
- Montage : Gabriel Rongier
- Assistant réalisateur : Patrick Jamain
- Année : 1972
- Genre : drame, thriller
- Durée : 95 minutes
- Pays de production :  France,  Italie
- Dates de sortie : 
  - France : 11 janvier 1973
- Affiche : Michel Landi (France)

## Distribution
- Helmut Berger (doublé en français par Roger Coggio) : Kosta
- Françoise Fabian : Lara
- Paul Meurisse : L'inspecteur Martino
- Massimo Girotti : Olmi
- Christian Barbier : Fred
- Florence Lafuma : Judith
- Nicole Gobbi : Martine (sous le nom de "Nicole Argent")
- Denise Bailly
- Paul Bisciglia (sous le nom de "Paolo Bisciglia")
- Ermanno Casanova
- Maurice Ducasse
- Isabelle Lebigot : L'infirmière
- Bernard Musson : un employé du casino